# Barranc de Llavaner
El Barranc de Llavaner és un barranc de l'antic terme d'Espluga de Serra, de l'Alta Ribagorça, actualment inclòs en el terme municipal de Tremp, al Pallars Jussà.
Es forma a l'extrem sud de la Costa Cirera, al capdamunt del Clot de la Canal, clot que obre el barranc de Llavaner en la seva capçalera. Passa per les Tremolisses, seguint la direcció nord-oest, fins que gira cap a ponent i s'adreça cap al Seixet, on se li uneix per l'esquerra el barranc de Sant Miquel. Continua davallant cap a l'oest, i aviat li arriba, també per l'esquerra, el barranc de Colliró, moment en què torna a emprendre la direcció nord-oest. Al cap d'un tram curt arriba al lloc on s'ajunta amb el barranc de la Caella per tal de formar, entre tots dos, el barranc de Torogó.